# 赤ん坊夫人
『赤ん坊夫人』（あかんぼうふじん）は、1969年8月5日から同年9月9日まで関西テレビ制作・フジテレビ系列の『火曜劇場』（火曜22:00 - 22:45）で放送されたテレビドラマ。全6回。モノクロ放送。扇雀飴本舗の一社提供。

## 概要
栗原多恵は兵庫県芦屋の紳士の元に17歳で嫁いだが、4年前に夫を亡くし、お手伝いさんやペットの犬を相手にして盆景で遊び、亡き夫を弔いながら、一歩も家の外に出ず引きこもって暮らし、“赤ん坊のように素直で世間知らず”と言われている。多恵の妹の千恵や、長沢・三上ら多恵に心を寄せる男たちとの奇妙な関係などをコミカルに描いた。

## 出演者
- 栗原多恵：京マチ子
- 長沢：高橋悦史 - 多恵の夫の元秘書
- 三上孝彦：天知茂 - プロカメラマン
- 栗原千恵：土田早苗
- ミヨ子：春川ますみ
- 中野太一：佐々十郎
- 栗原家のお手伝い：吉川雅恵
- ほか

## スタッフ
- 脚本：北村篤子（全話担当）
- 演出：山像信夫（同上）
- 音楽：渡辺岳夫
- 制作：関西テレビ